# Donald Haines
Donald F. Haines (Contea di Seward, 9 maggio 1919 – Campagna del Nordafrica, 20 febbraio 1943) è stato un attore statunitense, noto per i suoi ruoli come attore bambino.

## Biografia
Iniziò a recitare nel 1928 in 10 cortometraggi in cui interpretava il personaggio di Smitty ed era sempre affiancato da Jackie Combs che interpretava il personaggio di Herbie.
Verso la fine del 1929 venne accettato nel cast del serial cinematografico Simpatiche canaglie. Nella serie Haines non aveva un ruolo fisso, e quasi mai era tra i personaggi principali. Contemporaneamente recitò in altri film, tra cui Skippy (1931), dove affiancò un'altra "simpatica canaglia", Jackie Cooper. In molti film in cui Haines reciterà sarà presente anche Cooper.
Haines lasciò le Simpatiche canaglie nel 1933 e continuò a recitare, anche in film molto importanti. Nel 1940 entrò nel cast della serie East Side Kids, dove recitò anche l'ex-simpatica canaglia Ernest Morrison. Prese parte ai primi 7 film della serie.
Il 10 dicembre 1941 si arruolò nell'esercito in occasione della seconda guerra mondiale, diventò tenente ed entrò nell'aviazione militare. Morì in combattimento in Africa nel 1943, all'età di 23 anni. È sepolto all'Inglewood Park Cemetery di Los Angeles.

## Filmografia

### Cortometraggi
- Smitty, serial cinematografico (1928-29) - 10 episodi
  - 1. No Picnic, regia di George Marshall (1928)
  - 2. No Sale Smitty, regia di George Marshall (1928)
  - 3. Camping Out, regia di George Marshall (1928)
  - 4. No Vacation, regia di George Marshall (1929)
  - 5. Circus Time, regia di George Marshall (1929)
  - 6. No Children, regia di George Marshall (1929)
  - 7. Watch My Smoke, regia di George Marshall (1929)
  - 8. Tomato Omelette, regia di George Marshall (1929)
  - 9. Puckered Success, regia di George Marshall (1929)
  - 10. Uncle's Visit, regia di George Marshall (1929)

- Simpatiche canaglie, serial cinematografico (1930-33) - 15 episodi
  - 1. Shivering Shakespeare, regia di Robert A. McGowan (1930)
  - 2. The First Seven Years, regia di Robert F. McGowan (1930)
  - 3. Teacher's Pet, regia di Robert F. McGowan (1930)
  - 4. School's Out, regia di Robert F. McGowan (1930)
  - 5. Helping Grandma, regia di Robert F. McGowan (1931)
  - 6. Love Business, regia di Robert F. McGowan (1931)
  - 7. Little Daddy, regia di Robert F. McGowan (1931)
  - 8. Bargain Day, regia di Robert F. McGowan (1931)
  - 9. Big Ears, regia di Robert F. McGowan (1931)
  - 10. Readin' and Writin', regia di Robert F. McGowan (1932)
  - 11. Free Eats, regia di Ray McCarey (1932)
  - 12. Choo-Choo!, regia di Robert F. McGowan (1932)
  - 13. Birthday Blues, regia di Robert F. McGowan (1932)
  - 14. A Lad an' a Lamp, regia di Robert F. McGowan (1932)
  - 15. Fish Hooky, regia di Robert F. McGowan (1933)

- The Boss Didn't Say Good Morning, regia di Jacques Torneu (1937)
- Military Training, regia di Hal Roach Jr. (1941)

### Lungometraggi
- Skippy, regia di Norman Taurog (1931)
- I ragazzi della via Paal (No Greater Glory), regia di Frank Borzage (1934)
- E adesso, pover'uomo? (Little Man, What Now?), regia di Frank Borzage (1934)
- Le due città (A Tale of Two Cities), regia di Jack Conway (1935)
- Little Miss Nobody, regia di John G. Blystone (1936)
- Il vascello maledetto (Kidnapped), regia di Alfred L. Werker e Otto Preminger (1938)
- Il sergente Madden (Sergeant Madden), regia di Josef Von Sternberg (1939)
- Seventeen, regia di Louis King (1940)
- Fugitive from a Prison Camp, regia di Lewis D. Collins (1940)

- East Side Kids, serial cinematografico (1940-41) - 7 film
  - 1. East Side Kids, regia di Robert F. Hill (1940)
  - 2. Boys of the City, regia di Joseph H. Lewis (1940)
  - 3. That Gang of Mine, regia di Joseph H. Lewis (1940)
  - 4. Pride of the Bowery, regia di Joseph H. Lewis (1941)
  - 5. Flying Wild, regia di William West (1941)
  - 6. Bowery Blitzkrieg, regia di Wallace Fox (1941)
  - 7. Spooks Run Wild, regia di Phil Rosen (1941)